# سایگچیت (امام‌اغلو)
سایگچیت (به ترکی استانبولی: Saygeçit) یک منطقهٔ مسکونی در ترکیه است که در امام‌اغلو واقع شده‌است.